# PNSB
피엔에스비 (PNSB) (1992년 10월 21일 ~, 본명: 박원태)는 대한민국의 힙합 래퍼이다.